# Csilizpatas
Csilizpatas (szlovákul Pataš, 1948-1991 között Pastúchy) község Szlovákiában, a Nagyszombati kerületben, a Dunaszerdahelyi járásban.

## Fekvése
Csilizpatas a Csilizközben fekszik, Dunaszerdahelytől 15 km-re délkeletre, a Csiliz-patak partján. Területén keresztülfolyik a Határ-kanális (Chotárny kanál) is.
Északról Nyékvárkony és Padány, keletről Nagymegyer, délről Csilizradvány és Balony, nyugatról pedig Bős községekkel határos. Keleti határát a Csiliz-patak alkotja (ez egyben a történelmi Győr és Komárom megyék határa is).
Csilizpatast mellékutak kötik össze Bőssel (6 km), Csilizradvánnyal (6 km), valamint Padányon (7 km) keresztül Dunaszerdahellyel.
Millenniumpuszta (szlovákul Milinovice, más néven Milénium) település és Pásztómajor tartozik hozzá. Határában feküdt az egykori Für (Fyur) és Zelebeg falu, melyeket a 13. században már említenek és valószínűleg a 16. század végén, a törökökkel vívott harcok során pusztultak el.

## Élővilága
A faluban egy gólyafészket tartanak nyilván, melyben 2015-ben 3 fiókát számoltak össze. Miután a fészket áthelyezték alátétre, 2017-ben 2 fiókát, 2023-ban és 2024-ben 3 fiókát neveltek fel.

## Története
1268-ban említik először. Egy két évvel később kiadott oklevél a nyúlszigeti apácák birtokjogát erősíti meg, akik három évszázadon át birtokolták a falut. Az apácák birtokát Bethlen Gábor kobozta el 1621-ben. Ősi temploma is ekkor pusztult el. Később a gróf Cseszneky, Zichy és Ábrahám családok, valamint kisebb helybeli nemesek birtokolták. 1721-ben a szabadalmas helységek közé sorolták és kihirdették kiváltságait.
Vályi András szerint "PATASS. Magyar falu Győr Vármegyében, földes Ura a’ Religyiói Kintstár, lakosai többen reformátusok, és kevés katolikusok, fekszik Csilíz folyó vize partyán, Győrhöz 2 1/2, Somorjához 3 1/2 mértföldnyire, két nyomásbéli földgye búzát leginkább terem, réttye kevés, erdője nints, híres a’ kender-termesztésről.
" 
Fényes Elek szerint "Patas, magyar falu, Győr vgyében, tul az öreg Dunán, a Csilizközben: 989 ref., 53 kath. lak., ref. anyatemplommal. Szénája sok; hires burgonyát termeszt. Ut. p. Győr."
Csilizpatast érintették a napóleoni háborúk, az 1809-ben a környéken vívott harcok francia halottait a Tomáshátuljai-dűlőben, az osztrák katonákat pedig a Faiskolai-dűlőben temették el. Az 1848-49-es szabadságharc idején határában kisebb katonai egységek ütköztek meg.
1908-ban nevét Patasról Csilizpatasra módosították. A trianoni békeszerződésig Győr vármegye Tószigetcsilizközi járásához tartozott.
A Millenniumpusztai nagybirtokra 1923-ban a "földreform" keretében a pozsonyi Pozemkový Ústav kolonistákat telepített, összesen 49 családot (46 morva, 2 magyar és 1 cseh nemzetiségű volt). Az akkoriban 738 hektárra kiterjedő kolónia Nagymegyertől Bősig több község területére is kiterjedt. A kolónián 1924-ben iskola is létesült, egy évvel később pedig állami kezelésbe került. A telepesek számára a zárt négyzetet alkotó volt majorsági istállókban alakítottak ki lakásokat. Az ígért jó termőföld helyett mocsaras területet kaptak, a termőföld egyharmada pedig állandó víz alatt állt. 1930-ban 225 lakosa volt, a visszacsatolás után, 1939-ben pedig 90-en éltek itt.
1948-ban a falu a Pastúchy hivatalos szlovák nevet kapta, melyet csak 1991-ben változtattak meg.

## Népessége
| Év:            | 1994. | 2004.   | 2014.   | 2024.   |
| -------------- | ----- | ------- | ------- | ------- |
| Emberek száma: | 773   | 812     | 798     | 833     |
| Eltérés:       |       | +5,04 % | -1,72 % | +4,38 % |

| Év:            | 2023. | 2024.   |
| -------------- | ----- | ------- |
| Emberek száma: | 814   | 833     |
| Eltérés:       |       | +2,33 % |

1880-ban 610 lakosából 595 magyar anyanyelvű volt.
1890-ben 692 lakosából 680 magyar és 2 szlovák anyanyelvű.
1900-ban 681 lakosa mind magyar anyanyelvű.
1910-ben 700 lakosából 699 magyar anyanyelvű.
1921-ben 675 lakosa volt, ebből 663 (98,2%) magyar, 1 (0,1%) csehszlovák nemzetiségű volt.
1930-ban 932 lakosából 720 magyar és 210 csehszlovák volt.
1941-ben 726 lakosából 724 magyar volt.
1991-ben 782 lakosából 751 magyar és 24 szlovák nemzetiségű volt.
2001-ben 805 lakosából 722 magyar (89,7 %) és 60 szlovák (7,5 %) nemzetiségű volt. Ugyanekkor 527 református, 260 római katolikus és 2 evangélikus vallású lakosa volt a községnek.
2011-ben 832 lakosa volt, ebből 660 magyar és 93 szlovák volt.
2021-ben 808 lakosából 645 (+15) magyar, 125 (+10) szlovák, 22 (+9) cigány, 5 (+1) egyéb és 11 ismeretlen nemzetiségű volt.

## Neves személyek
- Itt hunyt el 1980-ban Brányik Sándor református lelkipásztor.

## Oktatás, kultúra

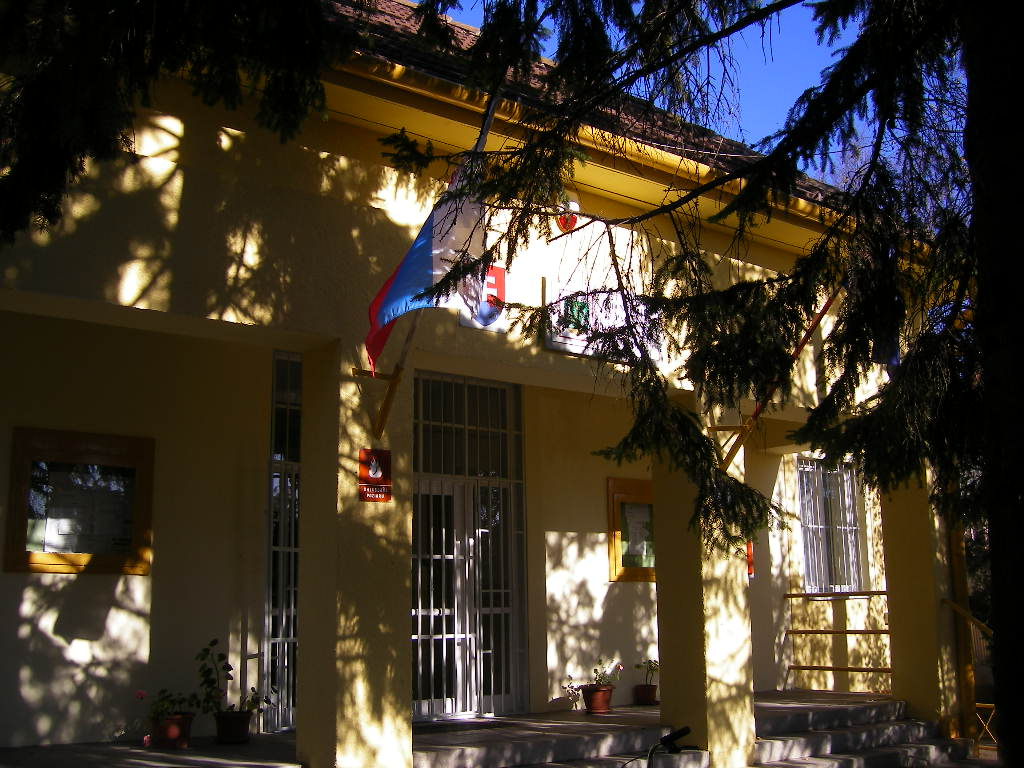
Községi hivatal

A faluban négyosztályos magyar nyelvű alapiskola és óvoda is működik, közös épületben (mely 1973-ban épült). A felsőbb osztályosok nagyrészt a csilizradványi alapiskolába járnak. A községi könyvtár 1968 óta működik.

## Gazdaság
Csilizpatasnak sikerült megőriznie mezőgazdasági szövetkezetét, mely 2008-ban is működött és a térség egyik legnagyobb vállalata.

## Nevezetességek
- Református temploma 1794-ben épült klasszicista stílusban, az 1830-as években átalakították. Teremtípusú, egyenes záródású, stukkóval díszített síkmennyezetű épület, északi előcsarnokát poroszsüvegboltozat fedi. Tornya alig emelkedik ki a homlokzat síkjából, ablakai szegmens-ívűek, hangnyílásai félkörívűek.[17] Belső terében figyelmet érdemel a falazott szószék.

## Képtár

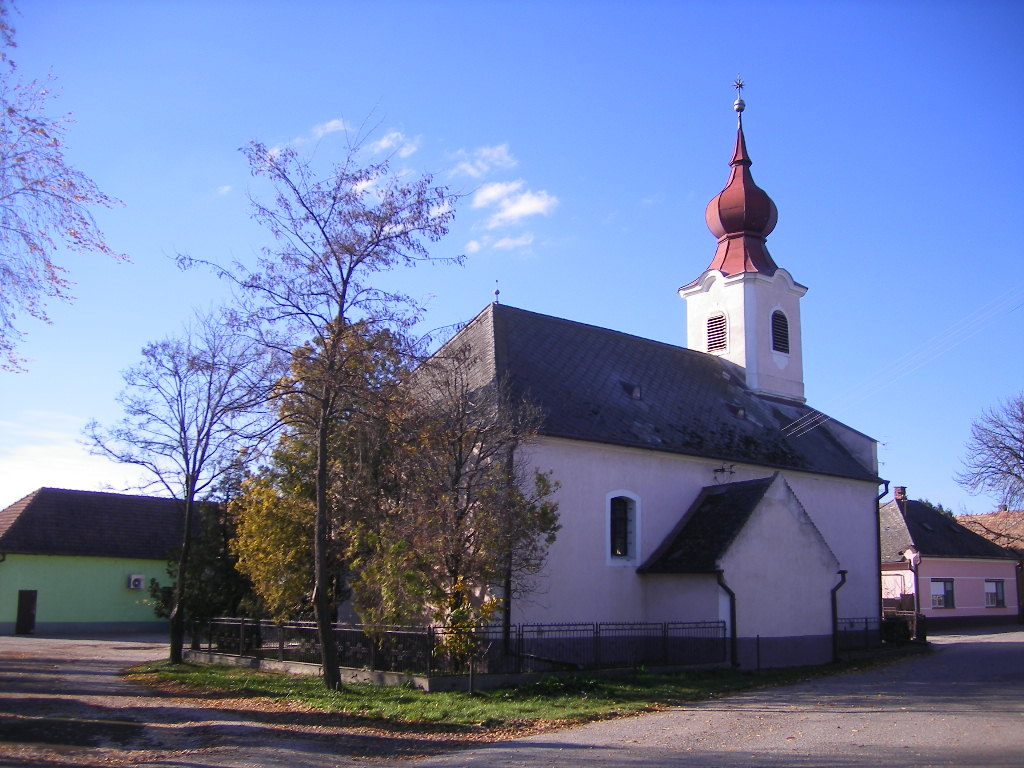
A református templom
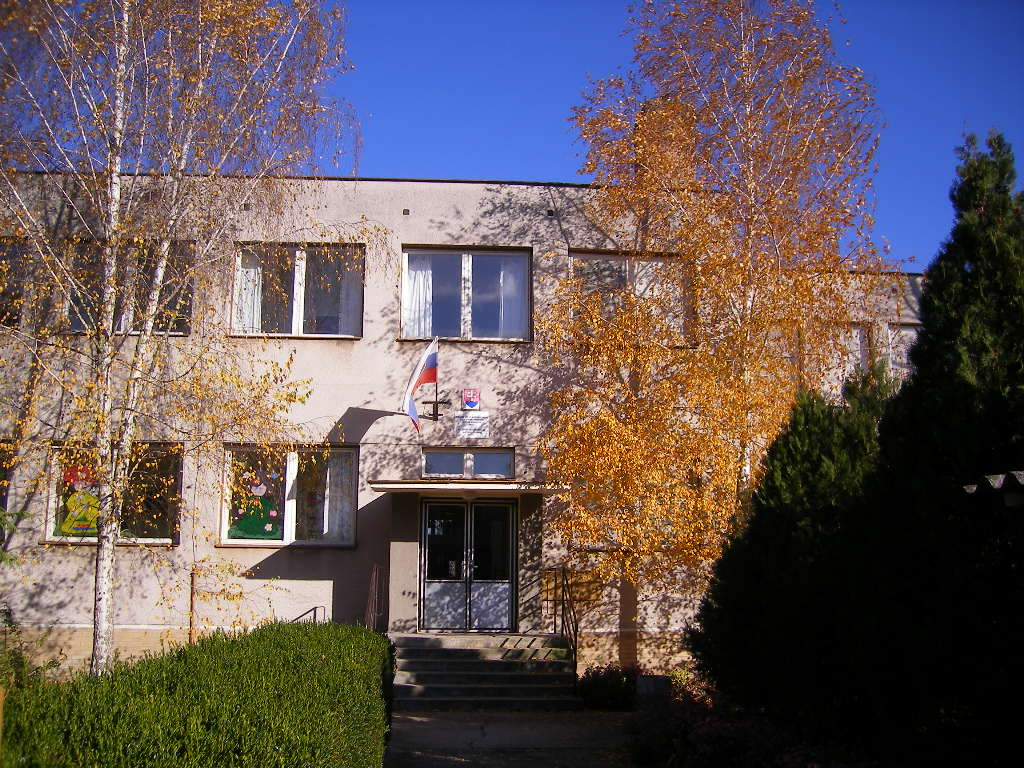
Az alapiskola
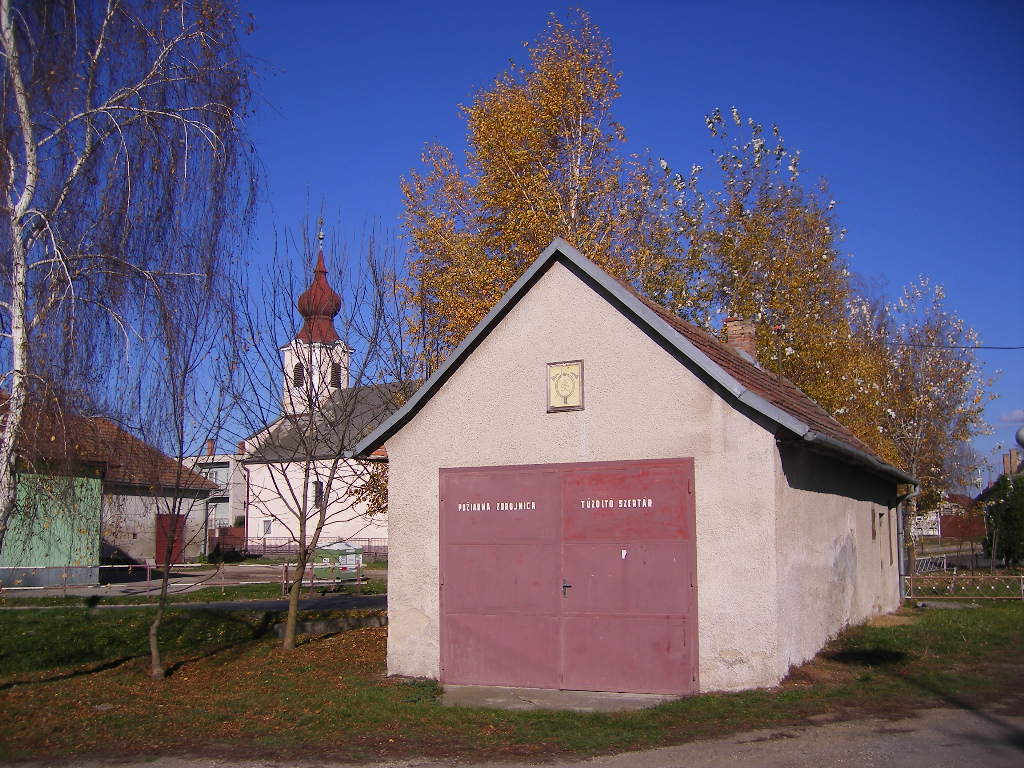
Tűzoltószertár
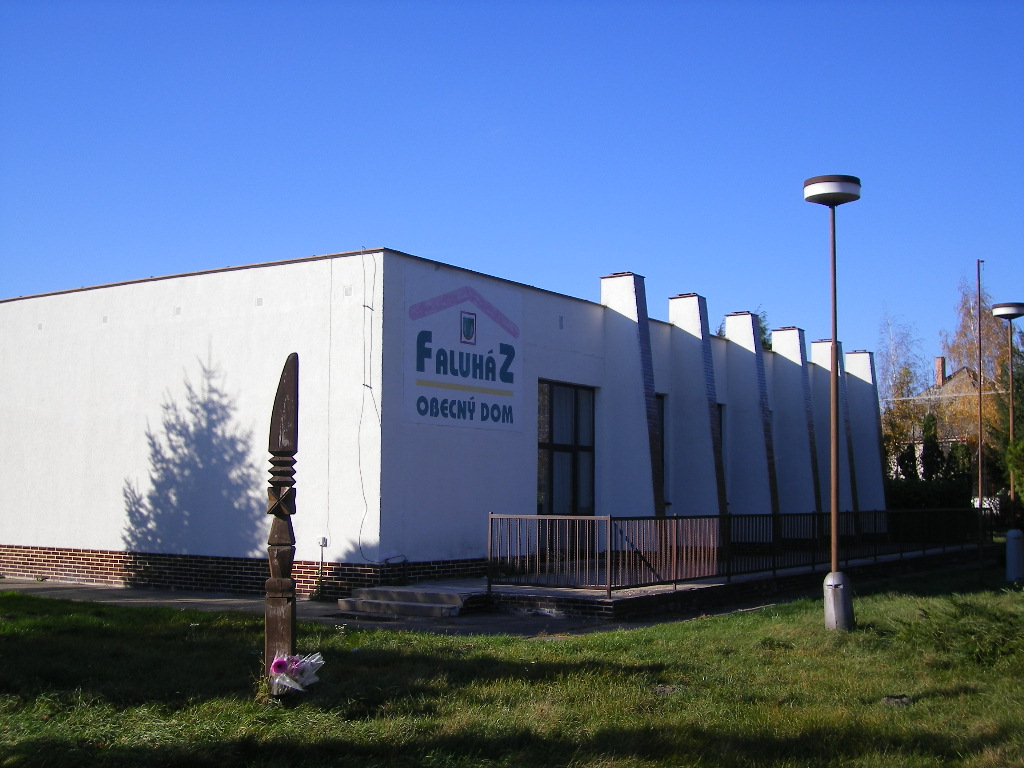
A faluház
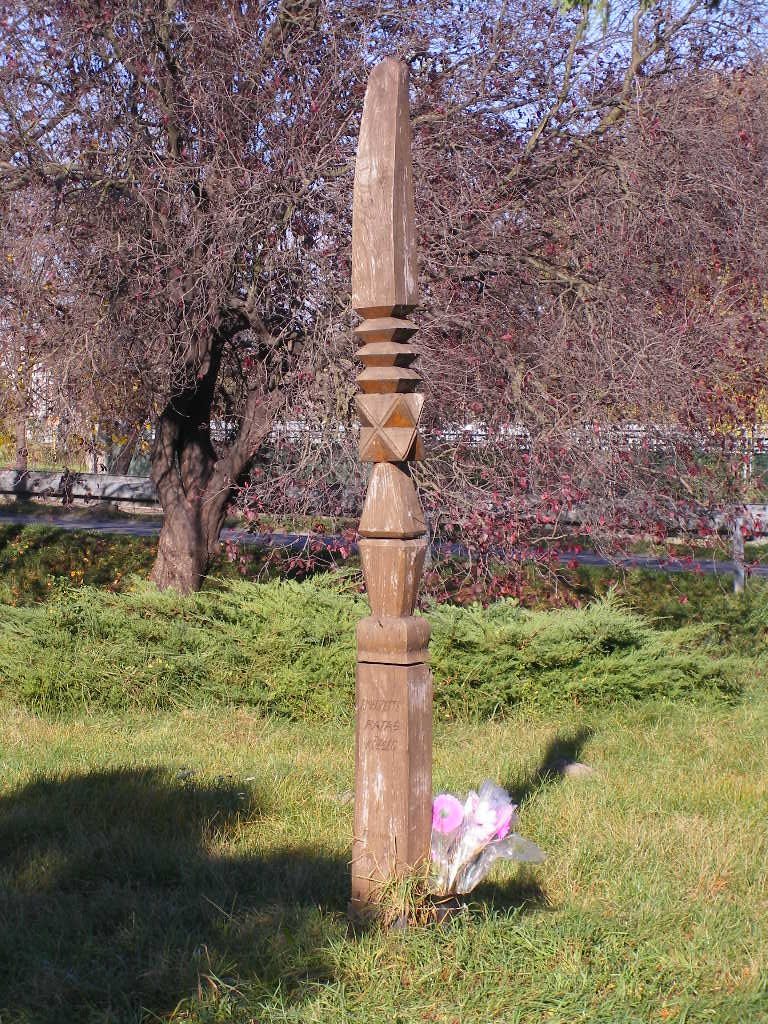
Kopjafa
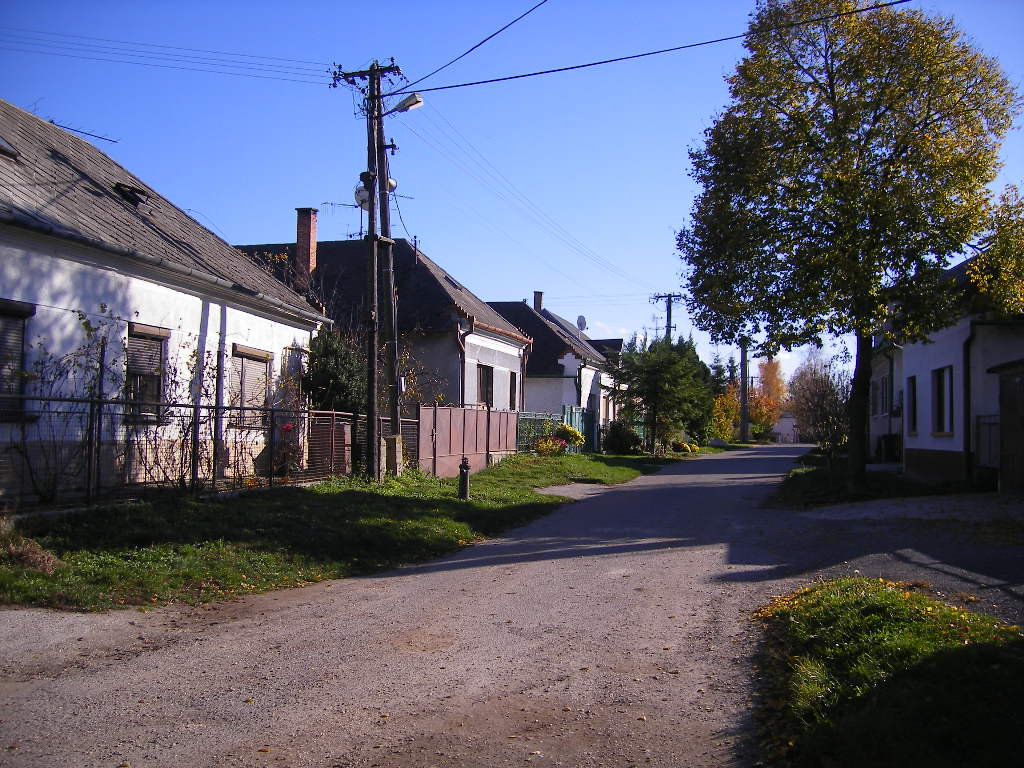
Patasi utcakép
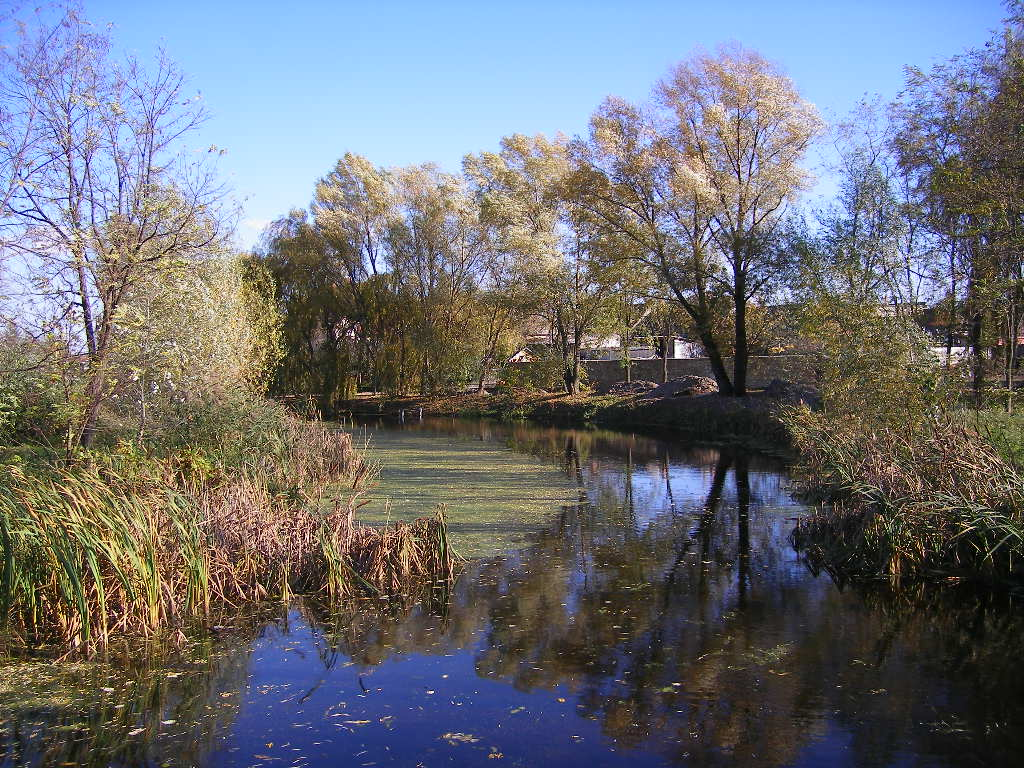
A Csiliz-patak
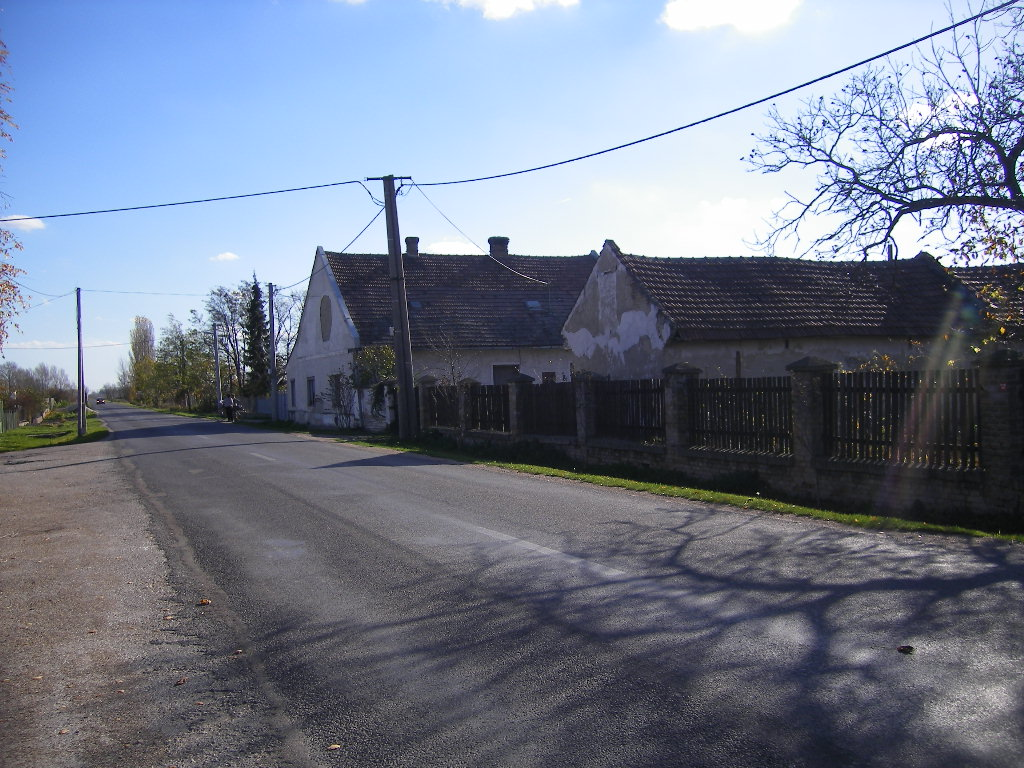
Milénium
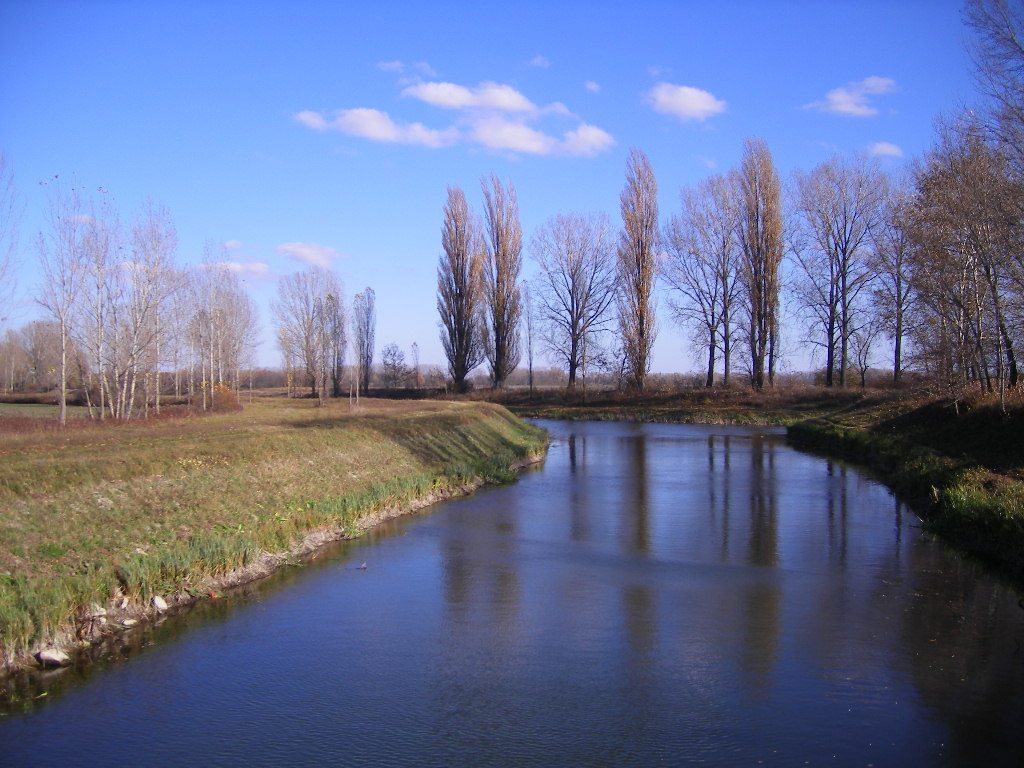
A Határ-kanális Miléniumnál